# Ernst Bigler
Ernst Bigler (* 30. Juni 1946 in Richterswil) ist ein Schweizer Jazzmusiker (Posaune).

## Leben und Wirken
Bigler begann 1963 als Autodidakt im örtlichen Jazzclub Posaune zu spielen. 1966 war er Gründungsmitglied der bis heute bestehenden Funky Butt Jazzband, mit der er mehrere Alben veröffentlichte und die er aktuell (2018) leitet. Zwischen 1966 und 1970 spielte er zudem bei den Royal Kids, von 1970 bis 1973 bei der Louisiana Jazzband, 1981 bei der Bill Brunskill Jazzband in London und von 1987 bis 1991 bei der Saratoga Jazzband. Seit 2009 gehört er weiterhin zu den Bauchnuschti Stompers; er ist auf deren Album Sugar Blues zu hören.  2011 wurde er als Nachfolger von Hans Werffeli zudem Mitglied der Saints Jazz Band.